# Romu
Romu ist ein Verwaltungsbezirk (Ward) des Distrikts Hai in der tansanischen Region Kilimandscharo.

## Geografie
Romu liegt im Nordosten von Tansania nordwestlich der Regionshauptstadt Moshi und nördlich der Nationalstraße T2 von Moshi nach Arusha. Die Grenze im Osten bildet der Fluss Mugha wa Namwi.
Der Bezirk grenzt im Norden an Masama Kati und Masama Mashariki, im Osten an Machame Uroki und Machame Kaskazini und im Süden und im Westen an Masama Kusini. Bei der Volkszählung 2022 lebten 15.192 Menschen in 3938 Haushalten auf einer Fläche von 27 Quadratkilometern.

## Gliederung
Der Bezirk besteht aus fünf Gemeinden (Mtaa) mit 18 Orten (Kitongoji):
| Roo Ndoo - Kyangwe - Iwou - Shiafira - Kibohehe | Roo Sinde - Nkotuma - Kitifu - Kishare | Isawerwa - Isawerwa - Bondeni - Kilimani - Iwaleny | Kimira - Kimira - Majengo - Nkwamangi - Udoro | Mudio - Nkwarumbe - Kisangari - Kibohehe |

## Wirtschaft und Infrastruktur
- Bildung: Im Bezirk liegen fünf weiterführende Schulen.[6] Die Udoro Secondary School,[7] die Roo Secondary School[8] und die Nkokashu Secondary School[9] sind staatliche Schulen mit einer Ausbildung bis zur 4. Stufe. Privatschulen sind die Mudio Islamic Secondary School,[10] einer Tagesschule mit einer Ausbildung bis zur 6. Stufe, und die Kibohehe Secondary School, die bis zur 4. Stufe ausbildet und Internatsplätze anbietet.[11]
- Straße: Die Südgrenze des Bezirks entlang verläuft die asphaltierte Nationalstraße nach Westen nach Arusha und nach Osten nach Moshi.[12]